# Helga Böhnisch
Helga Böhnisch (* 26. Januar 1945 in Großschönau; † 15. Juni 2014) war eine deutsche Politikerin (PDS, Die Linke). Sie war seit 2004 Mitglied des Landtages Brandenburg.

## Leben und Beruf
Nach ihrer Schulzeit studierte sie in Leipzig von 1961 bis 1964 Pädagogik. Anschließend arbeitete sie als Erzieherin und Lehrerin, bis sie schließlich 1976 stellvertretende Direktorin an einer POS in Eisenhüttenstadt wurde. Ab 1966 lebte sie in Eisenhüttenstadt. Von 1984 bis 1988 war sie Mitarbeiterin im Pionierhaus Eisenhüttenstadt. In der Zeit von 1991 bis 1993 bildete sie sich zur Sozialmanagerin am BIUW in Potsdam weiter und arbeitete bis 1995 als ABM-Projektleiterin in einem internationalen Frauenprojekt. Von 1995 bis zu ihrer Wahl in den Landtag war sie Mitarbeiterin einer Landtagsabgeordneten.
Sie lebte von ihrem Ehemann getrennt und hatte zwei Kinder.

## Politik
Böhnisch wurde 1981 Mitglied der SED. 2001 bis 2003 war sie stellvertretende Vorsitzende des Landesverbandes der PDS.
1990 wurde sie in das Stadtparlament von Eisenhüttenstadt gewählt. Sie gehörte dem Kreistag des Landkreises Oder-Spree als Abgeordnete an und war dort Mitglied des Haushalts- und Finanzausschusses. Bei den Landtagswahlen 2004 und 2009 wurde sie im Landtagswahlkreis Oder-Spree II jeweils direkt in den Landtag Brandenburg gewählt. In der 4. Wahlperiode (2004–2009) war sie Sprecherin ihrer Fraktion für Stadtentwicklung, Bau- und Wohnungspolitik und ordentliches Mitglied im Ausschuss für Infrastruktur und Raumordnung. In der 5. Wahlperiode (seit 2009) war sie Sprecherin für Gleichstellungs- und Familienpolitik und ordentliches Mitglied im Ausschuss für Arbeit, Soziales, Frauen und Familie.

## Sonstiges
Helga Böhnisch engagierte sich in Vereinen, wie z. B. im „Europahaus Land Brandenburg e. V.“ und im „Kommunalpolitischen Forum e. V.“.